# Asiatiska sällskapet i Bengalen
Asiatiska sällskapet i Bengalen (först Asiatick Society, från 1936 Royal Asiatic Society of Bengal, sedan från 1950 endast Asiatic Society), en lärd förening, grundad 1784 i Calcutta av sir William Jones och andra britter, bl.a. Charles Wilkins, där den fortfarande har sitt säte, med ändamål att främja forskningar rörande Asiens
geografi, historia, religion, seder, språk och litteratur. Medlemskap blev 1829 öppet även för indierna själva, och till denna grupp medlemmar hörde Dvarakanath Tagore
Sällskapet utgav "Asiatic researches" (1788-1836) och utger alltjämt "Journal of the Asiatic Society of Bengal" (från 1832; 1865 delades den i en naturvetenskaplig och en filosofisk-historisk sektion; 1935-1952 kallades den Journal of the Royal Asiatic Society of Bengal, från 1953 Journal of the Asiatic Society) samt "Proceedings" och "Transactions". Under detta sällskaps uppsikt och ledning står även "Bibliotheca indica", en samling viktiga källskrifter på sanskrit, arabiska, persiska, bengali, tibetanska m.fl. språk och deras översättningar till engelska till Orientens historia (från 1846). 